# Individuella olympiska idrottsutövare
Individuella olympiska idrottsutövare (IOK-kod: IOA) har förekommit i olika olympiska spel och på olika premisser. Gemensamt är att man har tävlat under den olympiska flaggan istället för att ha kunnat godkännas som nation av IOK. Detta kan bero på exempelvis politiska sanktioner, eller som för Ryssland vid de olympiska spelen 2018, 2020 och 2022 på grund av de statligt sanktionerade dopingskandalerna.